# ТЕС Ель-Аюн (газотурбінна)
ТЕС Ель-Аюн – теплова електростанція, розташована у контрольованій марокканцями частині Західної Сахари. Знаходиться на півночі цієї території, де неподалік узбережжя Атлантичного океану у ваді Хамра лежить її найбільше місто Ель-Аюн. 
У 2007 році сюди перемістили три газові турбіни італійської компанії Nuovo Pigone типу MS6001B з одиничною потужністю 34 МВт, які до того працювали на ТЕС Тан-Тан у південній частині Марокко.
В 2012-му ці турбіни пройшли інспекцію з боку компанії Alstom.